# Микурия, Кунио
Кунио Микурия (яп. 御厨 邦雄, англ. Kunio Mikuriya) — японский дипломат, генеральный секретарь Всемирной таможенной организации (ВТамО).

## Карьера
Микурия имеет степень бакалавра права Токийского университета и степень доктора философии в области международных отношений Брюссельской школы международных исследований  Кентского университета. За свою карьеру Микурия занимал различные высокие посты в Министерстве финансов Японии. Он также занимал должность советника в представительстве Японии в ВТО и представлял Японию на переговорах Уругвайского раунда ГАТТ.

## Работа во Всемирной таможенной организации
С 2002 по 2008 год Микурия был заместителем Генерального секретаря Всемирной таможенной организации. 28 июня 2008 года он был избран Генеральным секретарем ВТО и занял пост с 1 января 2009 года. 30 июня 2013 года он был переизбран на второй пятилетний срок. В 30 июня 2018 года он был избран на третий срок, что является первым подобным случаем за всю историю Всемирной таможенной организации. Микурия призывал к успешному завершению Дохийского раунда переговоров, высказывался против закона США о 100% сканировании контейнеров, и выступал за упрощение торговых процедур в период глобального экономического спада.

## Награды
- Орден «Дружба» (28 января 2022 года, Азербайджан) — за заслуги в развитии сотрудничества между Государственным таможенным комитетом Азербайджанской Республикой и Всемирной таможенной организацией[6].

## Публикации
- Mikuriya, Kunio (2003), The Challenges of Facilitating the Flow of Commerce in a Heightened Security Environment, in UNECE (2003), Cosgrave-Sacks, Carol and Mario Apostolov (eds.), Trade Facilitation – The Challenges for Growth and Development.[7]
- Mikuriya, Kunio (2004), Legal Framework for Customs Operations and Enforcement Issues, (Chapter 3 of the World Bank's Customs Modernization Handbook).[8]
- Mikuriya, Kunio (2006), The Customs Response to the 21st Century, Global Trade and Customs Journal, Vol.1, No. 1.[9]
- Mikuriya, Kunio (2007), Supply Chain Security: The Customs Community's Response, World Customs Journal, Vol. 1, No. 2.[10]
- Mikuriya, Kunio (2012), Chapter 1.7 Expansion of Customs – Business Partnerships in the 21st Century in: The World Economic Forum (2012) The Global Enabling Trade Report 2012, 77-84,
- Mikuriya, Kunio (2013), Some thoughts about illicit trade, WCO news, No. 71, June 2013: 14-17,
- Mikuriya, Kunio (2013), Together, we are prepared for all eventualities, WCO news, No. 73, October 2013: 10-20,
- Mikuriya, Kunio (2014), Communication: sharing information for better communication, WCO news, No. 73, February 2014: 12-13,
- Mikuriya, Kunio (2014), Ready to implement the WTO Trade Facilitation Agreement!, WCO news, No. 74, June 2014: 10-11,
- Mikuriya, Kunio (2014), The WCO Council tackles the tough challenges facing Customs worldwide, WCO news, No. 75, October 2014: 10-11,
- Mikuriya, Kunio (2015), Coordinated Border Management – An inclusive approach for connecting stakeholders, WCO news, No. 76, February 2015: 10-11.